# Дипломатически мисии на Зимбабве
Това е списък на дипломатическите мисии на Зимбабве в света.

## Европа
- Австрия
  - Виена (посолство)
- Белгия
  - Брюксел (посолство)
- Великобритания
  - Лондон (посолство)
- Германия
  - Берлин (посолство)
- Италия
  - Рим (посолство)
- Португалия
  - Лисабон (посолство)
- Русия
  - Москва (посолство)
- Сърбия
  - Белград (посолство)
- Франция
  - Париж (посолство)
- Швеция
  - Стокхолм (посолство)

## Северна Америка
- Канада
  - Отава (посолство)
- Куба
  - Хавана (посолство)
- САЩ
  - Вашингтон (посолство)

## Южна Америка
- Бразилия
  - Бразилия (посолство)

## Близък изток
- Кувейт
  - Кувейт (посолство)

## Африка
- Ангола
  - Луанда (посолство)
- Ботсвана
  - Габороне (посолство)
- Демократична република Конго
  - Киншаса (посолство)
- Египет
  - Кайро (посолство)
- Етиопия
  - Адис Абеба (посолство)
- Замбия
  - Лусака (посолство)
- Кения
  - Найроби (посолство)
- Либия
  - Триполи (посолство)
- Малави
  - Лилонгве (посолство)
- Мозамбик
  - Мапуто (посолство)
- Намибия
  - Виндхук (посолство)
- Нигерия
  - Абуджа (посолство)
- Танзания
  - Дар ес Салаам (посолство)
- РЮА
  - Претория (посолство)
  - Йоханесбург (генерално консулство)

## Азия
- Индия
  - Ню Делхи (посолство)
- Индонезия
  - Джакарта (посолство)
- Китай
  - Пекин (посолство)
- Малайзия
  - Куала Лумпур (посолство)
- Япония
  - Токио (посолство)

## Океания
- Австралия
  - Канбера (посолство)

## Междудържавни организации
- - Адис Абеба - Африкански съюз
  - Брюксел - ЕС
  - Женева - ООН
  - Ню Йорк - ООН
  - Париж - ЮНЕСКО